# 弗莱克桑维尔
弗莱克桑维尔（法語：Flexanville，發音：[flɛksɑ̃vil] ⓘ）是法国伊夫林省的一个市镇，属于朗布依埃区。

## 地理
弗莱克桑维尔（48°51'15"N, 1°44'16"E）面积8.89 平方千米，位于法国法蘭西島大區伊夫林省，该省份为法国北部内陆省份，北起瓦兹河谷省，西接厄尔省，西南接厄尔-卢瓦省，东南接埃松省，东临上塞纳省。
与弗莱克桑维尔接壤的市镇（或旧市镇、城区）包括：贝乌斯特、加朗西耶尔、古皮耶尔、奥尔热吕斯、圣马丹德尚、维利耶勒马约。
弗莱克桑维尔的时区为UTC+01:00、UTC+02:00（夏令时）。

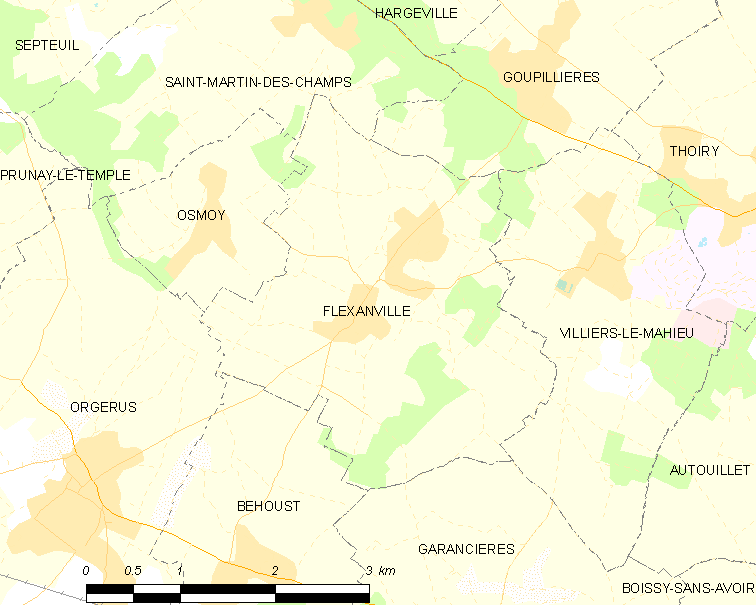
弗莱克桑维尔的OSM定位图

## 行政
弗莱克桑维尔的邮政编码为78910，INSEE市镇编码为78236。

## 政治
弗莱克桑维尔所属的省级选区为欧贝让维尔县。

## 人口

1962-2008年间弗莱克桑维尔人口变化图示

弗莱克桑维尔于2022年1月1日时的人口数量为572人。